# San Gabriel (Guanajuato)
San Gabriel, Dolores Hidalgo es un pueblo ubicado en el centro de México; una de las 612 comunidades del municipio. Es la segunda comunidad más populosa de Dolores Hidalgo "El Corazón de México", con una población de 1500 habitantes los cuales tienen como lengua materna el español. El Templo de San Gabriel Arcángel fue nombrado una de Las 50 Maravillas de Guanajuato.

## Toponimia
El nombre de San Gabriel es en honor a su Santo Patrono San Gabriel Arcángel.

## Historia
San Gabriel fue fundado en el año 1790.

## Representación legislativa
-Local
I Distrito Electoral Local de Guanajuato con cabecera en Dolores Hidalgo C.I.N., Gto.
-Federal
IV Distrito Electoral Federal de Guanajuato con cabecera en Guanajuato.

## Geografía
San Gabriel está ubicado en el Norte del municipio tiene una extensión territorial de 15 km y está a 1890 metros de altitud. Cabe destacar que es el punto medio entre Dolores Hidalgo C.I.N. y Atotonilco, San Miguel de Allende.

## Clima
San Gabriel presenta un clima semiárido con una temperatura máxima de 36,5 °C en el verano y una mínima de 3,8 °C en el invierno siendo la temperatura media anual de 17,4 °C. A su vez la precipitación media anual es de 564,1 milímetros; la temporada de lluvia se presenta generalmente desde mediados de mayo hasta septiembre.

## Hidrografía
La corriente hidrológica más importante es el Río Laja que pasa por el Sur de la Comunidad.

## Biodiversidad
En San Gabriel podemos encuentran una infinidad de plantas, árboles y cactus tal es el caso de: mezquites, huizaches, pirul, palo dulce, uña de gato, hierba de perro, xoconostle, cuijas, biznagas, magueyes, cardones, garambullos, granjenos y una extensa variedad de nopales.En los últimos años la fauna ha desaparecido hasta un 30 % sin embargo aún podemos encontrar: palomas, golondrinas, garzas, cuervos, cenzontles, conejos, liebres, ardillas, zorros, coyotes, hurones, lagartijos, víboras de cascabel, alicantes, coralillos, y una gran variedad de insectos principalmente hormigas. Actualmente en muchas casas podemos ver panales de abejas.

## Turismo
- Iglesia de San Gabriel Arcángel.

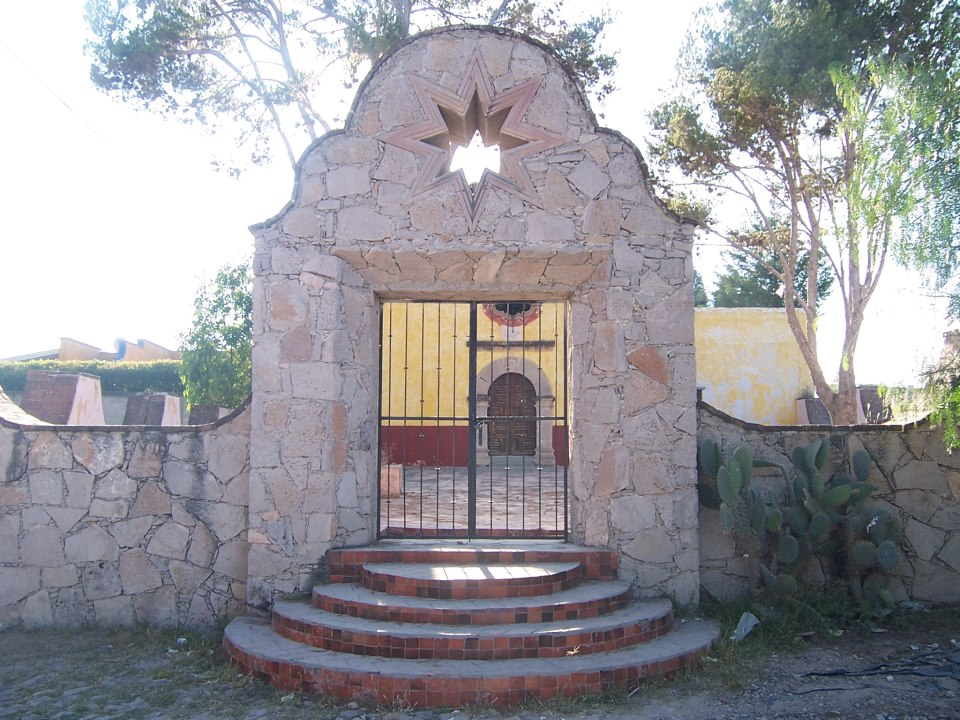
Parroquia de San Gabriel Arcángel ubicada en Dolores Hidalgo C.I.N., y fue nombrada una de Las 50 Maravillas de Guanajuato.

Es uno de los inmuebles religiosos con mayor antigüedad en la región; su principal atractivo es una estrella de ocho picos que forma parte de su fachada principal. La Iglesia está ubicada al sur de la comunidad en el kilómetro 14.5 de la Carretera federal 51 (Dolores Hidalgo C.I.N-San Miguel de Allende), además forma parte del Corredor Turístico: San Miguel de Allende-Guanajuato-Dolores Hidalgo.

## Demografía
La población actual de San Gabriel es de 1500 habitantes.

## Economía
Su principal base de la economía son los dólares que envían sus familiares de Estados Unidos. La Industria Cerámica, la agricultura y la ganadería también dan fuerza a la economía Sangabrielense.

## Vías de comunicación
Carretera Federal 51 que pasa por el Sur de la Comunidad, y a su vez comunica la Ciudad de Dolores Hidalgo C.I.N. y San Miguel de Allende.

## Educación
- Jardín de Niños Jean-Jacques Rousseau
- Escuela Primaria Benito Juárez
- Escuela Primaria Belisario Domínguez
- Secundaria 321 (atrae estudiantes de Santa Clara, El Bordo de San Pedro, San Antonio de Rioyos, Los Herreros y La Barranca).

No existe ninguna Institución Media Superior, sin embargo algunos Sangabrielenses estudian en preparatorias de Dolores Hidalgo C.I.N., y de comunidades cercanas.

## Festividades
- Semana Santa/marzo-abril
- Festividad a San Isidro Labrador/15 mayo
- Fiestas Patronales (San Gabriel Arcángel) /29 de septiembre
- Festividad a la Virgen de Guadalupe/12 de diciembre
- Posadas/15-16 de diciembre
- Nochebuena-Navidad/24-25 de diciembre

## Gastronomía
Barbacoa, carnitas, tamales, pozole, salsa de molcajete, tortillas hechas a mano, atole blanco, ponche, etc.

## 12 calles principales
- Benito Juárez
- Privada de Rosales
- Jazmín
- Lirio
- Rosales
- Girasoles
- Margaritas
- Miguel Hidalgo
- López Mateos
- Francisco I. Madero
- Canales
- Emiliano Zapata

## Migración
Existen pequeñas comunidades Sangabrielenses en algunas ciudades de Estados Unidos principalmente en el Estado de Texas; además de algunas minorías en Dolores Hidalgo, San Miguel de Allende, León, y la Ciudad de México.